# Schulamt Blankenburg
Das Schulamt Blankenburg war eine Verwaltungseinrichtung des Joachimsthalschen Gymnasiums in Berlin mit Amtssitz in Blankenburg im Landkreis Uckermark (Brandenburg). 1656 hatte der damalige markbrandenburgische Landesherr Friedrich Wilhelm dem Gymnasium den Ort Blankenburg (bzw. die Einnahmen aus dem Ort) zum Unterhalt des Gymnasiums zugewiesen. Später kamen einige weitere Besitzungen in der Uckermark hinzu sowie das Amt Dambeck in der Altmark. Das Joachimsthalsche Gymnasium richtete in Blankenburg eine Verwaltungsstelle (Schulamt) ein, die für die Bewirtschaftung der zugehörigen Vorwerke und  für das Einziehen der Grundabgaben und anderen Hebungen zuständig war. Die insgesamt fünf Schulämter dienten der Finanzierung des laufenden Schulbetriebes des Joachimsthalschen Gymnasiums. Das Schulamt Blankenburg war schon Anfang des 18. Jahrhunderts verpachtet und wurde 1872/74 aufgelöst. Die Vorwerke blieben aber im direkten Besitz des Joachimsthalschen Gymnasiums und waren verpachtet.

## Geschichte
Das Joachimsthalsche Gymnasium wurde 1607 in Joachimsthal gegründet. 1635 flüchteten Lehrer und Schüler vor den Wirren des Dreißigjährigen Krieges nach Berlin. Nach der Wiederaufnahme des regelmäßigen Schulbetriebes (um 1656) schenkte der Kurfürst Friedrich Wilhelm 1664 dem Joachimsthalschen Gymnasium, das seinen Namen auch nach dem Umzug nach Berlin beibehielt, das Dorf Blankenburg, und einen Anteil am Dorf Bertikow, die er vom Amt Gramzow-Seehausen abtrennte. In der weiteren Folge der Geschichte wollte der Amtmann des Amtes Gramzow diesen Verlust nicht hinnehmen und prozessierte gegen die Abtrennung bzw. um die Rückgabe dieser Besitzungen, bis König Friedrich Wilhelm I. 1726 die Sache endgültig zugunsten des Gymnasiums entschied. Das Amt Gramzow-Seehausen war aus den Besitzungen der säkularisierten Klöster in Gramzow und Seehausen gebildet worden.
Über die Anfänge des Zisterzienserinnenklosters Seehausen  ist wenig bekannt. Dessen Existenz wird erstmals urkundlich mit einem Ablassbrief des Bischofs von Kammin vom 19. November 1250 dokumentiert. Durch Schenkungen und Kauf entstand um das Kloster ein kleiner geschlossener Klosterbesitz bestehend aus acht Dörfern (1592). 1543 fand in Prenzlau die Kirchenvisitation statt, ein Abschied ist aber nicht überliefert. Ob das Kloster bis 1545 noch weiter existierte, ist nicht bekannt. Mit dem Brand des Jahres 1545 war jedenfalls das Ende des Klosters besiegelt, es wurde nicht wieder aufgebaut. Im 18. Jahrhundert waren noch Mauerreste vorhanden, heute sind keine oberirdischen Reste mehr zu sehen.
Aus den Besitzungen des ebenfalls aufgehobenen Prämonstratenserstiftes Gramzow wurde das Amt Gramzow gebildet, dem auch die Besitzungen des aufgehobenen Klosters Seehausen überwiesen wurden. Das Amt Gramzow erscheint deshalb in der Literatur auch als Amt Granzow-Seehausen. Vom Kloster Gramzow hat sich noch ein Ruinenrest der Klosterkirche erhalten.
Schon in der zweiten Hälfte des 17. Jahrhunderts hatte das Joachimsthalsche Gymnasium in Blankenburg eine Amtsverwaltung eingerichtet, die in der weiteren Geschichte Schulamt Blankenburg genannt wurde. Insgesamt umfasste der Besitz etwa 3.000 ha. Das Schulamt erhielt jedoch nicht den Status eines kreistagsfähigen Rittergutes. Das Zubehör des Schulamtes Blankenburg in der Übersicht:
- Bertikow. 1552 traten die von Arnim ein Drittel des Dorfes gegen einen kurfürstlichen Anteil in Berkholz ab, und der Kurfürst wies diesen Anteil dem Amt Gramzow-Seehausen zu. 1664 kam dieser Anteil zusammen mit Blankenburg an das Joachimsthalsche Gymnasium, das es später durch das Schulamt Blankenburg verwalten ließ.
- Blankenburg. Blankenburg wurde vom Kloster Seehausen sukzessive erworben und war im 16. Jahrhundert im Vollbesitz des Klosters. Mit der Säkularisation des Klosterbesitzes kam es an das Amt Gramzow-Seehausen, 1664 wurde das Dorf dem Gymnasium überwiesen. Das Vorwerk in Blankenburg hat 1863 eine Größe von 2370 2/3 Morgen, davon 1585 1/2 Morgen Acker, 151 5/6 Wiese und 430 1/3 Weide.[3] Die Pachtsumme belief sich für die Vorwerke Blankenburg und Neuhof zusammen auf 3404 Taler.[3]
- Karlshof. Zum Dorf Blankenburg gehörte auch das Lehnschulzengut mit drei Hufen. Vor 1818 errichtete Amtsrat August Karbe auf den Ländereien des Lehnschulzengutes ein Vorwerk, das Karlshof genannt wurde.
- Melzow. Seit 1664 gehörte auch der Hammelstall in Melzow zum Schulamt Blankenburg[4] sowie eine Wiese[5]
- Neuhof (1801: Vorwerk). Das Vorwerk auf der Gemarkung Warnitz (123980) musste 1686 vom Amt Gramzow an das Schulamt Blankenburg abgetreten werden.[6] Nach Adolf Frantz hatte das Vorwerk 1863 eine Größe von 658 5/6 Morgen, davon 627 2/3 Morgen Acker und 13 5/6 Morgen Wiesen[3]

1822 fand die Hütungsseparation zwischen den Gemeinden Melzow und Warnitz statt, verbunden mit der Ablösung des an das Schulamt Blankenburg zu entrichtenden Erbpachtzinses für die Schafhütung.
1828 erteilte das Schulamt Blankenburg die Genehmigung zum Bau einer Roßschrotmühle in Blankenburg.
Mit dem Rezeß vom 16. Oktober 1830 mit acht Bauerngutsbesitzern in Blankenburg wurden die dem Schulamt zu leistenden Dienste abgelöst.
Mit Trinitatis 1859 übernahm Pächter Karl Karbe die Vorwerke Blankenburg und Neuhof.
Nach dem General-Adressbuch von 1879 hatte das Schulamtsgut Blankenburg (mit Neuhof) damals eine Größe von 804 ha, davon 686 ha Acker, 49 ha Wiesen, ein Hektar Hutung und 68 ha Wald. Der Grundsteuerreinertrag betrug 12.828 Mark.
Das Schulamt Blankenburg wurde mit der Kreisreform von 1872/74 aufgelöst. Die hoheitlichen Verwaltungsaufgaben (Einziehen von Hebungen und Polizeigewalt) wurden an den Kreis übertragen oder auf die 1874 gebildeten Amtsbezirke übertragen. Die Vorwerke verblieben jedoch im Besitz des Gymnasiums. Das Ackergut Karlshof war in der Zwischenzeit aber verkauft worden. Die im Besitz des Gymnasiums verbliebenen Vorwerke Blankenburg und Neuhof kamen zum Amtsbezirk 1 Seehausen im Kreis Angermünde.  Zum Amtsvorsteher wurde Schulamtspächter Steinicke in Seehausen bestimmt, Stellvertreter war der Gutsbesitzer Wölle auf Warnitz. Die Vorwerke in Blankenburg und Neuhof bildeten einen eigenen Gutsbezirk. Im General-Adressbuch der Ritterguts- und Gutsbesitzer im Deutschen Reiche von 1879 wird das Vorwerk in Blankenburg als Schulamtsgut des Joachimthal'schen Schulamtes bezeichnet.
1885 wird auch eine Brennerei als zugehörig zum Schulgut Blankenburg genannt. Im selben Jahr war die Größe der beiden Vorwerke auf 821 ha gestiegen, davon 701 ha Acker, 50 ha Wiesen, ein Hektar Hutung und 69 ha Wasser. Der Grundsteuerreinertrag war auf 12.829 Mark angesetzt. Pächter des Gutes war Hans Karbe. Er erhielt 1889 den Titel Königlicher Ober-Amtmann.
1907 hatte Richard Gräf die beiden Vorwerke mit einer Gesamtgröße von 829 ha gepachtet, davon waren 695 ha Acker, 53 ha Wiesen, ein Hektar Hutung, 12 ha Unland und 68 ha Wasser. Auf dem Hof wurden 75 Pferde, 250 Stück Rindvieh, davon 120 Kühe, 50 Schafe und 24 Schweine gehalten. Der Grundsteuerreintrag war auf 12.850 Mark angesetzt.
Die beiden Vorwerke Blankenburg und Neuhof bildeten einen eigenen Gutsbezirk, der erst 1928 mit dem Gemeindebezirk Blankenburg zur Landgemeinde Blankenburg vereinigt wurde. 1970 wurde Neuhof aus der Gemeinde Blankenburg ausgegliedert und an die Gemeinde Warnitz angeschlossen.

## Amtleute und Pächter (Übersicht)
Das Schulamt Blankenburg war schon Anfang des 18. Jahrhunderts verpachtet. Die Pächter erhielten später offizielle Titel wie z. B. Amtsrat bzw. Amtsrätin.
- 1706–24 Anna Peschke, Pächterin[15]
- (seit 1806) 1839 August Karbe, Amtsrat[16][17]
- 1848 Frau Witwe Karbe (Wilhelmine geb. von Baerensprung), Amtsrätin[18]
- 1859–83 Karl August Karbe, Pächter der Vorwerke Blankenburg und Neuhof[19]
- 1868 Karl Karbe, Oberamtmann[20], 1870 wurde ihm der Titel Amtsrat(h) verliehen[21]
- 1874 Degenhardt, Administrator bzw. Gutsvorsteher[22][11] (Vermerk: Die Domänen-Pacht- und Domänen-Rent-Aemter sind mit Einführung der Kreisordnung vom 13. Decbr. 1872 eingegangen.)
- 1879 Frau Amtsrätin Karbe[10]
- 1885 Hans Karbe, Pächter[12]
- 1896 Karbe, Pächter[23]
- 1903 Richard Gräf, Ltn. d. G.-L.[24]
- 1907 Richard Gräf, Pächter[14]
- 1914 R. Graef, Kgl. Oberamtmann[25]
- 1921 Frau Oberamtmännin Gräf, Pächterin[26]
- 1923 Frau Oberamtmännin E. Graef, Pächterin; Gloatz, Administrator[27]
- 1929 Wildgrube, Administrator[28]